# 7,5 cm KwK 37
7,5 cm KwK 37 L/24 (7,5 cm Kampfwagenkanone 37 L/24) – niemiecka armata czołgowa kalibru 75 mm używana w okresie II wojny światowej, przede wszystkich jako główne uzbrojenie czołgu średniego PzKpfw IV (od wersji Ausf. A do F), także czołgu PzKpfw III wersja Ausf. N oraz samochodu pancernego SdKfz.233 i SdKfz.234/3 "Stummel".

## Amunicja[2]
- K.Gr.rot.Pz. (przeciwpancerny pocisk rdzeniowy z czepcem)
- Gr.38 Hl/A (przeciwpancerny pocisk kumulacyjny)
- Gr.38 Hl/B (przeciwpancerny pocisk kumulacyjny)
- Gr.38 Hl/C (przeciwpancerny pocisk kumulacyjny)
- 7.5cm Sprgr.34 (odłamkowy)